# Mapuches
Os mapuches  são um povo indígena da região centro-sul do Chile e do sudoeste da Argentina.
Os grupos localizados entre os rios Biobío e o Toltén (atual Chile) conseguiram resistir com êxito aos conquistadores espanhóis na chamada Guerra de Arauco, uma série de batalhas que durou 300 anos, com longos períodos de trégua. A coroa de Espanha reconheceu a autonomia destes territórios em 1641, por meio do Tratado de Quilín. Após a independência de Chile e Argentina, estes territórios foram invadidos por destacamentos militares republicanos, sendo a população Mapuche confinada em "reduções" no Chile e reservas indígenas na Argentina. 
Por conta deste processo de despojo territorial, mais que a metade da população indígena Mapuche vive hoje em dia em zonas urbanas, muitas mantendo, entretanto, vínculos com suas comunidades de origem.

Bandeira histórica Mapuche.

De maneira geral o movimento Mapuche luta pela recuperação de seu território ancestral, por mudanças constitucionais em prol dos direitos indígenas e reconhecimento por parte dos Estados de suas especificidades culturais.
Isso sem descartar o separatismo e a independência do Chile e da Argentina, como declarado pelo próprio movimento mapuche: "Debaixo de um ambiente intolerável de opressão, não se vislumbram perspectivas de reconciliação, e hoje muitos mapuche se perguntam se tivessem a opção de escolher entre o caminhar sozinhos ou em má companhia não optariam pela primeira opção. A situação descrita justifica os anseios de independência dos mapuche que, queiram ou não reconhecer, seguem vigentes". 

## Etimologia

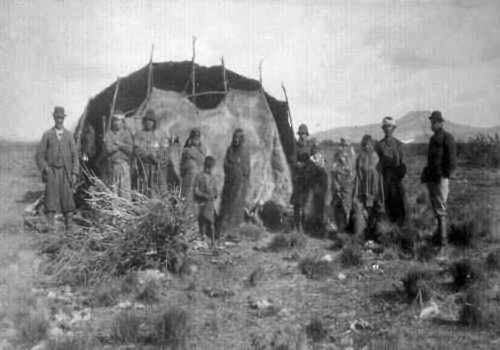
Fotografia de 1897, tirada pelo geógrafo Hans Steffen

A denominação Mapuche se origina da fusão de duas palavras, “mapu” que significa terra, e “che”, que significa gente. Em algumas regiões, ambos os termos são utilizados com pequenas diferenças de significado. Especula-se que o nome araucano proceda da  palavra quechua "awqa", inimigo, selvagem ou rebelde, ou de "palqu", silvestre, tendo sido lhes dada pelos incas ou pelos espanhóis, fato que explica o repúdio desta designação por parte dos próprios Mapuche.
Segundo os cronistas, os incas denominavam à população que habitava o sul do rio Choapa de purumauca. Os espanhóis adotaram a denominação auca para se referir a ela. Da mesma forma, postula-se que, não sendo uma palavra quechua, o termo poderia ser uma derivação da palavra mapuche "Ragko" (água ruidosa) castelhanizada, que os conquistadores haviam utilizado para os habitantes de um lugar com este nome e que logo havia se estendido a todos os povos restantes daquela região.
Até o século XVIII, também existiam entre os integrantes desta etnia a autodenominação "reche", cuja tradução significaria homem verdadeiro.

## Língua e Cosmovisão
Os mapuches falam língua Mapudungun (em português, som da terra).
A terra caracteriza e dá sentido existencial aos mapuche, fazendo parte desde seu etnônimo (gente da terra) até a espécie de seus sobrenomes, geralmente toponímias do lugar em que historicamente vivem (ou viviam) as diferentes linhagens de parentesco.
Os Mapuche usam a ideia de mapu para designar a Terra, compreendida enquanto seus territórios tradicionais, contudo não somente no simples plano material. A ideia de mapu não faz “só uma referência ao tangível, ao material, senão que possui uma dimensão espacial que permite situar todas as dimensões da vida no universo. Ou seja, possui também uma dimensão transcendente” (PAILLAL, 2006, p. 31). O conceito de Mapu alude assim a um espaço tanto físico como metafísico, onde as forças do bem e do mal se complementam e interagem. 
O universo cosmogônico Mapuche possuiria duas dimensões: uma vertical e outra horizontal. A primeira faz referência a uma série de plataformas que estariam superpostas no espaço, possuindo certa hierarquia, sendo as superiores relacionadas ao bem e as inferiores ao mal. A mapu, estaria em um grau intermediário, espaço de intersecção, lugar onde o bem e o mal permeiam sincronicamente.
Em relação à dimensão horizontal, estas plataformas seriam todas quadradas e de igual tamanho. Geograficamente, esta plataforma que é a mapu, está orientada segundo os quatro pontos cardeais, tomando como referência o leste, materializado pela cordilheira dos Andes, direção sagrada e positiva de onde nasce o sol, matriz da presente concepção espacial.
A ideia do mundo quadrado, sendo os vértices os pontos cardeais é representada no kultrun, um dos instrumentos musicais mais importantes da cultura Mapuche, utilizado tradicionalmente em rituais xamânicos. “O kultrun é o resumo do conjunto da criação que a machi  utiliza para seus serviços como símbolo e expressão do poder” (PIUTRÍN, 1985, p. 121). É justamente no centro deste quadrado, o centro do universo, que as comunidades  Mapuche localizam sua morada. Este ponto é demarcado fisicamente no terreno por meio do nillatúe, um monumento antropomórfico de madeira colocado em um campo aberto na comunidade Mapuche, sendo um espaço sagrado onde se celebram de tempo em tempo rituais de fertilidade (nillatún). 
Cabe ressaltar dois pontos fundamentais da cosmovisão Mapuche. O primeiro é o caráter animista desta cultura, ou seja, a ideia de que todos os elementos da natureza são vivos, conscientes e possuem ânima (espécie de energia, o qual os Mapuche chamam de newén). Assim, por exemplo, uma planta medicinal possui em sua essência um determinado newén; sendo justamente este, incorporado por aquele que ingere a planta, o responsável pela cura do enfermo. O segundo aspecto importante é o da reciprocidade, ideia fundamental no “Kimün Mapuche” (sabedoria Mapuche), na qual pauta-se a ideia do equilíbrio das relações, fundamental a sua perpetuidade. 

## Origem da etnia mapuche

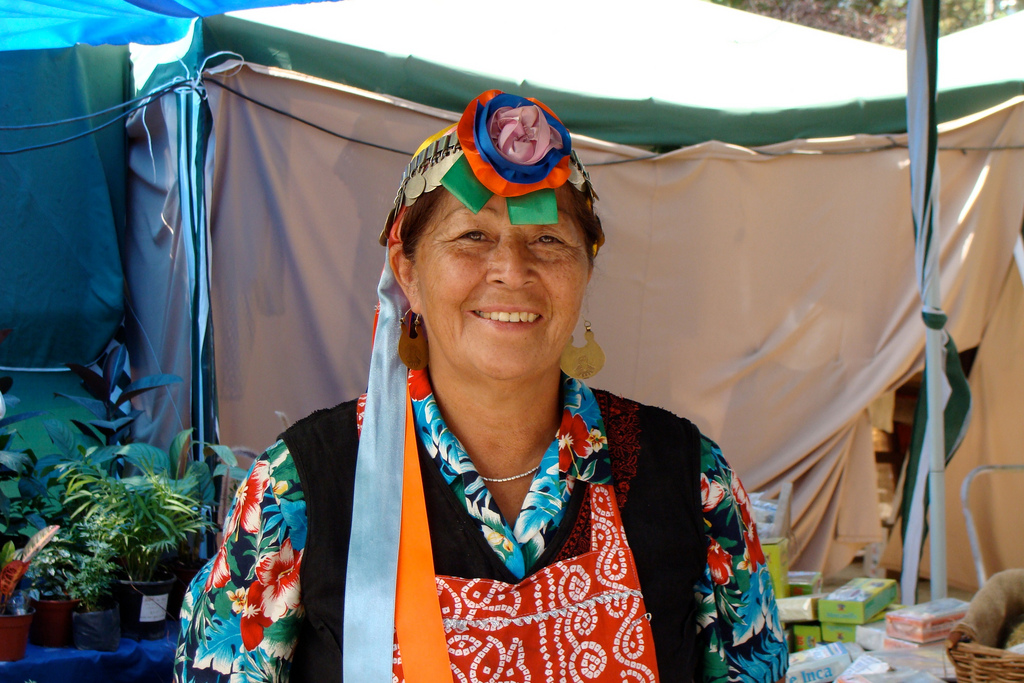
Mulher mapuche

A existência de vestígios de uma "cultura Mapuche" nos remete há, pelo menos, cinco séculos antes de Cristo (BENGOA, 2000, p. 20). Conformavam uma sociedade caçadora, coletora e horticultora, possuindo “um regime de vida que os permitiu crescer enormemente em população, estabilizar-se num território determinado e chegar a constituir uma cultura pré-agrária de grande força e desenvolvimento” (Ibidem, p. 363).  Estima-se que a população, no momento da chegada dos espanhóis, variava de 800 mil (GALDAMES, 2008, p. 76) a um milhão de  indivíduos (BENGOA, 2000, p. 21).
Por muito tempo a teoria mais conhecida foi a postulada por  Ricardo E. Latcham, que afirmava que os mapuches eram originários do atual território argentino e que, através de um longo processo de migração, se introduziram como um grupo étnico e cultural distinto entre os picunche e os huilliche, se instalando definitivamente entre os rios Bíobío e Toltén. Até poucos anos a teoria de Latcham parecia não merecer objeções. Porém atualmente está  sendo objeto de discussões, sendo proposto que que derivam de um povoamento mais antigo. Esta última teoria, chamada "Teoria autoctonista" pelos especialistas, tornou-se muito popular por postular a origem mapuche enquanto grupo étnico no próprio estado chileno.
Alguns antropólogos e historiadores defendem, entretanto, que a etnia que conhecemos como Mapuche se conformou exatamente no/pelo contato com os espanhóis, como estratégia de defesa, num processo de etnogênese (BOCCARA, 1999). O caráter político descentralizado e a distribuição espacial fragmentada, que incluíam o litoral, os planaltos, os vales centrais e a alta cordilheira não favoreciam a comunicação e a unidade, necessários para a homogeneidade cultural que conformaria um só grupo étnico. 
Inclusive existem fontes históricas que fazem menção a uma espécie de divisão interna da etnia Mapuche, pautada por identidades territoriais e adaptações culturais aos meios naturais, os chamados Futalmapus. Fariam parte, por exemplo, os "lafkenches" (lafke: costa, mar, che: gente, ou seja, gente do mar) e os pewenches (pewén: araucária existente na alta cordilheira, che: gente, ou seja, gente da araucária). 
Sobre sua presença no território argentino, se sabe com mais certeza que, posteriormente, devido à pressão exercida pelos espanhóis, num largo processo de migração através das passagens das cordilheira dos Andes e de transmissão cultural, entre os séculos XVIII e XIX colonizaram os territórios próximos à cordilheira: o Comahue, grande parte da região pampeana e o norte da Patagônia oriental, terras até então ocupadas por diversos povos não-mapuches. Muitos destes povos foram mapuchizados (e não necessariamente sempre de forma pacífica) os "pehuenches antigos" e as parcialidades setentrionais dos tehuelches.

## Localização e Distribuição

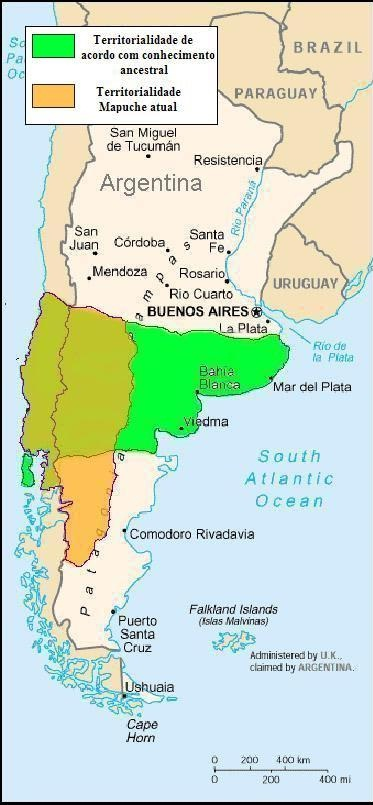
Territorialidade mapuche de acordo com conhecimento ancestral (verde) e distribuição atual (laranja), nos territórios da atual Argentina e Chile.

### No Chile
No ano de 2002 o censo chileno contabilizava uma população de pouco mais de 15 milhões de pessoas, sendo que por volta de 604 mil se definiram como Mapuche, representando assim 4% da população chilena. Como conseqüência de processos de migração interna, verificados a partir da  desestruturação do território Mapuche no século XIX, muitos indígenas foram viver na cidade. Ainda de acordo com o censo chileno de 2002, estima-se que 62% dos Mapuche vivam em cidades, sendo que só a região metropolitana de Santiago abrigaria mais de 180 mil indivíduos (30%  de toda a população Mapuche).
Ainda assim, um terço da população Mapuche (por volta de 200 mil pessoas) ainda vive na região administrativa da Araucanía, considerada o coração de seu território ancestral, fazendo com que, uma de quatro pessoas que vivem nesta jurisdição seja Mapuche. A maioria desta população, entretanto, encontra-se socialmente marginalizada, sendo que segundo pesquisa oficial 42% dos Mapuche da Araucanía se encontravam no nível da pobreza.

### Na Argentina
Paralelamente à "Pacificação da Araucanía", levada a cabo pelos então chilenos, foi realizada pelo exército argentino o que foi chamado de “Conquista do Deserto”. Houve uma primeira tentativa em 1833 que permitiu que as tropas argentinas ocupam quase todo o norte do território do rio Negro e  Limay e até mesmo a área Valcheta, mas a guerra civil na Argentina permitiu que os Mapuche e mapuchizados se reorganizassem, de modo que no início de 1870 realizassem suas incursões quase até a periferia das cidades de Mendoza, San Luis, Rio Cuarto, sul da província de Santa Fe e grande parte da província de Buenos Aires, até cerca de 70 km da cidade de Buenos Aires. Sua derrota foi completa a partir da chamada “Campanha do deserto”, que começou formalmente em 1879, dirigido pelo general Julio Argentino Roca (no ano seguinte, em 1880, Roca seria eleito presidente do país).
A partir da Pesquisa Complementar dos Povos Indígenas (APCPI - em espanhol ECPI) 2004 - 2005 foi finalizada pelo estado argentino através do Instituto Nacional de Estatística e Censos se calculou quase 105 000 pessoas pertencentes ou descendentes em primeira geração do povo mapuche. A grande maioria os 73% vive nas províncias de Chubut, Neuquén e Rio Negro.
Durante a preparação do censo argentino de 2001 alguns representantes do povo mapuche fizeram críticas sobre seu projeto e sua execução por não garantir uma participação adequada dos povos nativos, para criar o estereótipo do "indígena", subestimar a migração mapuche feita nas cidades e apoiar-se em funcionários que não cumpriram com os compromissos jurídicos e políticos. A Comissão de Juristas Indígenas na Argentina (CJIA) apresentou um recurso de amparo no que solicitava a postergação do Censo de 2001 argentino, alegando que não havia tido participação nas condições estabelecidas pelo Convenio 169 de OIT e no artigo 75, parágrafo 17, da Constituição Nacional.
A controvérsia chegou a desencadear uma invasão nas instalações do Instituto Nacional de Assuntos Indígenas (INAI), por arte dos representantes dos povos nativos. Ao finalizar o Censo de 2001, em algumas províncias houve participações diretas de cientistas e capacitadores indígenas. Não obstante, muitos negam sua veracidade. Contrariando as cifras do INDEC, uma publicação oficial do governo argentino informa que existem 200 000 mapuches vivendo em seu território. Outras fontes não oficiais falam em 90 000 e 200 000. A própria comunidade mapuche difere muito do censo realizado por o INDEC e estima-se que a população mapuche na Argentina é de 500 000 pessoas. A figura indica que o número de descendentes de índios mapuches na Argentina é de 4 000 000 Mapuches - 16k - Jornal fonte.
A crítica mapuche sobre a metodologia do censo foi similar a que se realizou contra o governo chileno.
Existe uma comunidade mapuche semiaculturada descendente do boroano Ignácio Coliqueo, dentro da província de Buenos Aires no Partido do General Viamante (os toldos) e no partido do Rojas, a 280 e 220 km ao oeste de Buenos Aires respectivamente. E já não praticam rogativa e só alguns falam mapudungun, não obstante, começaram um processo de recuperação de suas raízes mapuches e uma das três escolas primárias da comunidade ensina o idioma mapuche.
A Confraternização Mapuche Neuquina, criada em 1970 agrupa as comunidades rurais mapuches da Província de Neuquén, suas autoridades são eleitas em um “trahun” (parlamento) há cada dois anos.
Particularmente importante é sua presença no Parque Nacional Lanín, onde haviam entre 2 500 a 3 000 mapuches em sete comunidades, em territórios que eles consideram como próprios, (Aigo, Lefimán, Ñorquinko, Cañicul, Raquithue, Curruhuiinca e Cayún) ocupando uns 24 000 ha. Até ao século XVIII, também existiam entre os integrantes desta etnia a autodenominação reche (homem verdadeiro). Lista de comunidades rurais mapuches neuquinas existentes em 2003 (via um mapa das Comunidades do Neuquén)
- Departamento Aluminé: Aigo, Currumil, Ñorquinko, Salazar, Puel, Tayiñ Rakizuam (*), Placido Puel (*), Lefiman (*), Catalán.
- Departamento Catán Lil: Cayulef, Rams, Zúñiga, Cayupán, Paineo, Filipin.
- Departamento Collón Curá: Namuncurá, Ancatruz.
- Departamento Confluencia: Ragiñ Ko, Purrán (*), Paynemil, Kaxipayiñ.
- Departamento Huiliches: Chiuquilihuin, Linares, Painefilu, Atreuco, Cañicul, Raquithue.
- Departamento Lácar: Curruhuinca, Cayún, Vera.
- Departamento Loncopué: Millaín, Kilapi, Mellao Morales.
- Departamento Minas: Antiñir Pilquiñan.
- Departamento Ñorquín: Manqui, Maripil (*), Colipilli.
- Departamento Picún Leufú: Marifil
- Departamento Picunches: Cheuquel, Milaqueo.
- Departamento Zapala: Zapata, Gramajo, Kalfucurá, Antipan, Gelay Ko (*), Wiñoy Folil (*), Quinchao.

(*) comunidades de constituição recente.
Na Província de Río Negro, as comunidades mapuches se agrupam na Coordenadora do Parlamento do povo mapuche do Rio Negro, existindo ao final de 2002 as seguintes comunidades rurais e urbanas: Cañumil; Anekon Grande; Cerro Bandera (Quimey Piuke Mapuche); Quiñe Lemu (Los Repollos); Wri Trai; Tripay Antu; Ranquehue; Monguel Mamuell; Pehuenche (Arroyo Los Berros); Makunchao; Centro Mapuche Bariloche; Trenque Tuaiñ; San Antonio; Los Menucos; Putren Tuli Mahuida; Ngpun Kurrha; Peñi Mapu; Cerro Mesa-Anekon Chico; Lof Antual; Wefu Wechu (Cerro Alto); Cañadon Chileno; Lof Painefil; Cai - Viedma; Fiske Menuco; Kume Mapu; Aguada de Guerra; Tekel Mapu; Carri Lafquen Chico Maquinchao; Laguna Blanca; Rio Chico; Yuquiche; Sierra Colorada.

## História

### Era Pré-Colombiana
As tribos Mapuches cooperavam entre si e cada uma era governada por um cacique local, sem um poder central. Apenas em tempos de guerra os caciques elegiam um Toki ou Caudilho, que na verdade era o líder militar das tribos. A notícia mais antiga de confederações Mapuche foi através de uma série de conflitos que teriam ocorrido de 1471 á 1493 entre os mapuches contra o Império Inca, que desejava anexar as terras do sul ao Tawantinsuyu. O maior registro desta guerra é a Batalha do Maule, onde os incas foram massacrados pelos guerreiros das tribos. 

### Guerra do Arauco

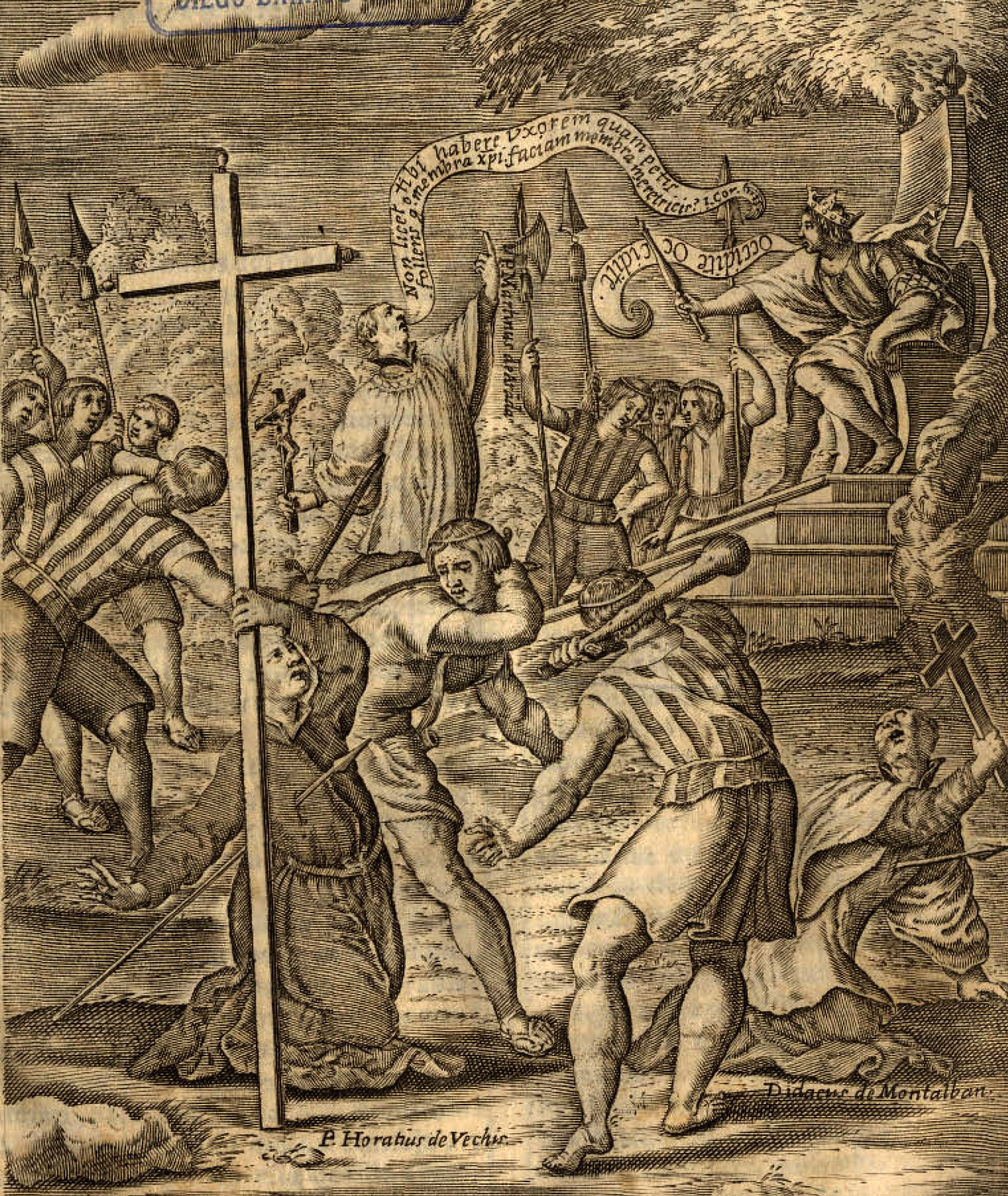
Jesuítas martirizados pelos mapuches em 1612 no Chile

A territorialidade Mapuche, à época da chegada dos espanhóis, compreendia o centro Sul do atual Chile. Tinha como fronteiras o Rio Maule (ao norte), o Oceano Pacífico (a oeste) e a Cuesta de Loncoche (ao sul). Há indícios de que já nessa época cruzavam a cordilheira dos Andes, permanecendo, contudo, próximos de sua vertente oriental . Com os sucessivos fracassos na tentativa de ocupação das terras ao sul do rio Bio-Bío, o que somou mais de cem anos de guerras e mortes de ambos os lados, os espanhóis se viram obrigados a buscar um armistício. Assim, no ano de 1641, firmaram o chamado Tratado de Quilín,  declarando então as terras austrais ao rio Bio-Bío “território autônomo Mapuche". Cabe dizer que essa tenaz resistência, que sacrificou três quartos de sua população -pela fome, guerra e infecções exógenas- somente no século XVI, fez com que, dentre todos os outros grupos indígenas da atual da América Latina, os Mapuche fossem os únicos a conseguir autonomia territorial frente ao império espanhol.
Após a chegada dos espanhóis a região passou a ser atacada pelos colonizadores, que desejavam anexar a região ao Império Espanhol e expandir o cristianismo. Muitas batalhas foram travadas pelos espanhóis nos primeiros anos, liderados pelo explorador Pedro de Valdívia contra um guerreiro que outrora era um servo do colonizador, um índio chamado Lautaro que matou seu antigo amo e conseguiu frear o avanço espanhol na região. 

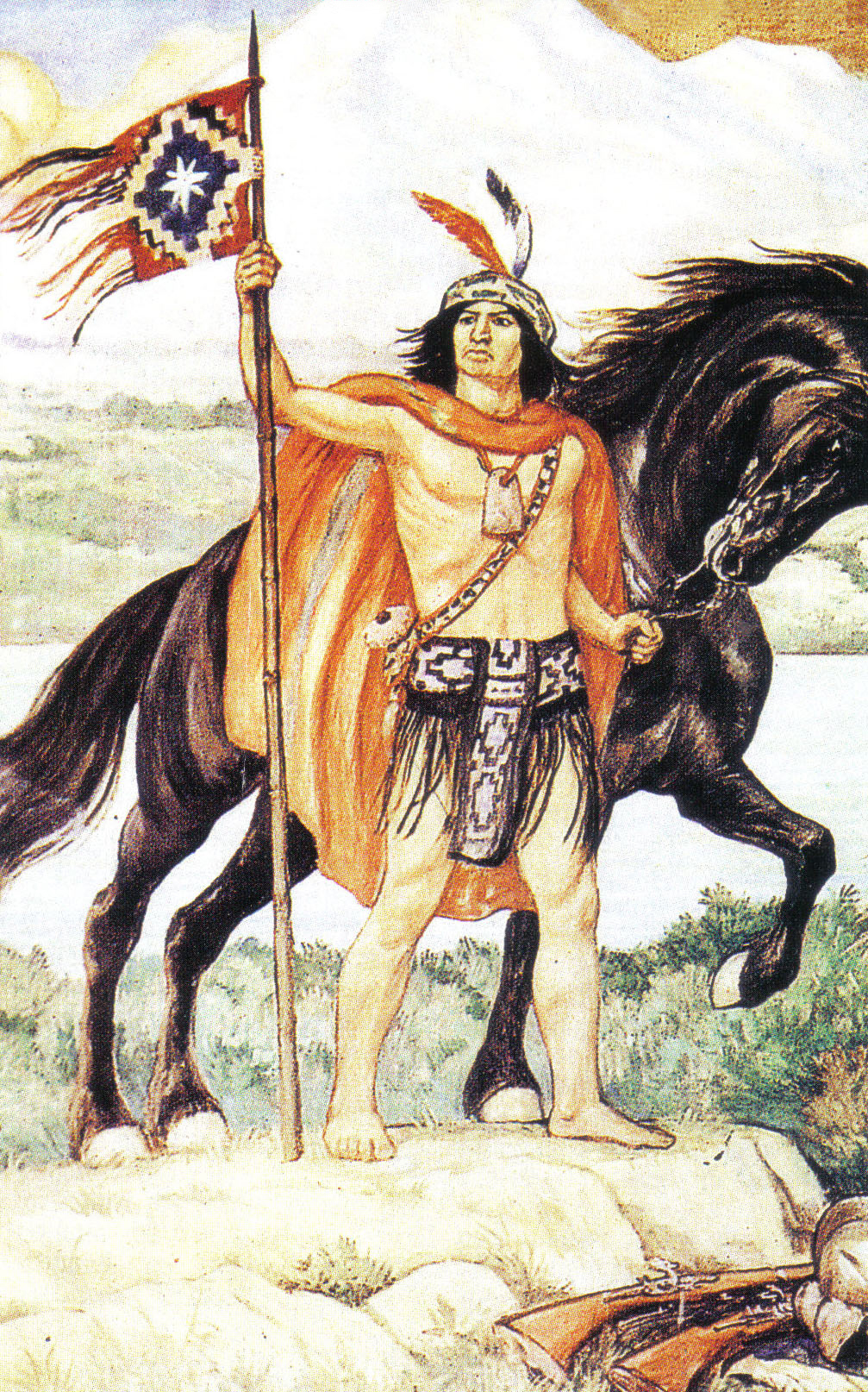
Lautaro, foi o Toki (General) Mapuche. Foi um dos maiores simbolos de resistencia indigenas da América, não apenas para os Mapuches.

Os conflitos entre os espanhóis contra os mapuches foi conhecida como Guerra do Arauco, devido ao auge ser a região da Araucânia. Tal conflito viria a acabar apenas em 1772, com um semi-reconhecimento dos espanhóis á região dos Mapuches. Mesmo assim a Espanha continuou reclamando a Araucânia como parte da América Espanhola.
O contato com estes, entretanto, mudou a estrutura social dos Mapuche. Mercadorias coloniais paulatinamente começaram a penetrar seu território, ao mesmo tempo em que a criação extensiva de gado, grandemente adotada pelos indígenas, tornava-se o fio condutor de um expansivo mercantilismo no interior da Araucanía. A organização social, que até então era descentralizada, sem classes e sem acumulação iniciou um forte processo de transformação. A troca de mercadorias incentivou a existência de uma divisão social do trabalho, assim como a criação de excedentes produtivos provocou repercussões no sistema político, visto que o poder, que até então era praticamente intrafamiliar, começou a se concentrar na mão dos chamados úlmenes (Ulmen, do mapundungun: Mapuche nobre, rico, culto, pessoa de influência por sua posição e fortuna , indígenas que começaram a acumular riquezas por meio do comércio com os espanhóis. 
Essas e outras mudanças na sociedade Mapuche começaram a impulsionar um fluxo migratório em direção ao planalto leste entre os séculos XVII e XIX, principalmente para as atuais províncias argentinas de Las Pampas, Río Negro, Neuquén e Chubut. Os historiadores chamaram este processo de “araucanização das pampas”, pois de certa maneira, as outras etnias que aí viviam, predominantemente caçadores-coletores, tiveram forte influência da cultura Mapuche. Entre outras repercussões, essa “transculturação” favoreceu a formação de uma grande territorialidade Mapuche, espaço de unidade lingüística e cultural, desde o Oceano Pacífico até o Atlântico.

### Pós-Independência

#### Chile
Após a independência chilena do jugo espanhol, em 1818, iniciava-se um intensivo processo de formação nacional, de criação de símbolos e mitos que pudessem agregar o contingente de pessoas que ali viviam, em torno de um projeto comum. Nesse sentido, ainda que o Estado chileno formalmente ratificasse o “território autônomo Mapuche” (Tratado de Tapihue, 1825), a existência deste se tornou um obstáculo para o projeto nacionalista, que requeria além da homogeneidade cultural, uma plena unificação territorial. Somava-se ainda a importância geopolítica da Patagônia e do Cabo de Hornos, no extremo sul do continente, espaço ainda fora de sua  jurisdição-e da jurisdição do Estado Argentino à época da independência.
Desde meados do século XIX, a expansão da fronteira austral para além do rio Bío-Bío e a definitiva incorporação do território Mapuche se tornaram um dos grandes objetivos da incipiente república. O projeto foi efetivado pelo coronel Cornélio Saveedra, a partir de 1857, na intervenção militar que ficou conhecida eufemisticamente como a “Pacificação da Araucanía”. Esta durou 21 anos (1862-1883) e incorporou a totalidade do território Mapuche, tendo ocasionado a morte de milhares de indígenas e a pilhagem de grande parte dos  bens dos que sobreviveram. 
Certa parte da fração sobrevivente, por volta de 77 mil Mapuches, foi transferida às chamadas “reduções”, propriedades cedidas pelo Estado por meio dos “títulos de merced”, que numa tradução ao português se aproximaria a um “título de misericórdia, de perdão” (BENGOA, 2000, p. 355). Assentada nas terras mais pobres e desconsiderando todo o vínculo cosmogônico dos Mapuche com seus lugares de nascimentos, este processo –que ficou conhecido como radicação- significou a diminuição a 13% do território Mapuche delimitado em 1641. De um vasto espaço, sem cercas, os Mapuche se reduziram a pequenas propriedades, numa média de 6,5 hectares por indivíduo, no que concerne a região administrativa da Araucanía  .
A esse respeito Bengoa defende que é “a partir da Pacificação [que] surge o tema da pobreza Mapuche; [pois] o indígena é obrigado a se tornar camponês sem ter a preparação para isso, não tem a tecnologia nem a cultura agrária necessária para aproveitar adequadamente sua pequena propriedade. A criação extensiva de gado vai se transladando a pequenos espaços onde se abriram pastos; a rotação natural de terras se vê reduzida tendo como conseqüência a erosão e o desgaste dos solos. As terras dos “títulos de merced” se dão nas terras de pior qualidade”.
A parcela dos indígenas que não foram transferidos às reduções -mais de 30 mil- ficou simplesmente sem direito algum à terra, sendo obrigados a se transladarem às já restritas propriedades daqueles que conseguiram o título de merced ou então migrarem às cidades. Os 87% do território o qual o Estado chileno se apropriou tiveram diversos fins: tornaram-se terrenos públicos, foram transpassados aos militares da campanha, foram cedidos a colonos nacionais e europeus ou ainda foram tornados privados por meio de leilões públicos, conformando os tradicionais latifúndios do centro sul do Chile, legalmente institucionalizados desde sua gênese. 
Seguindo seu próprio ideal constitucional, que apregoava haver uma só nação no interior de seu território, o Estado chileno trabalhou ideologicamente de diversas maneiras tentando integrar e nacionalizar os antigos donos da terra, seja pela coação das crianças nas escolas, que já não eram mais “índias” e sim “chilenas”, ou através da proibição do mapundungun enquanto idioma ou ainda por meio das cada vez mais freqüentes missões religiosas e catequeses. 
No ano de 1900, de maneira geral, as fronteiras territoriais dos Estados sul-americanos já estavam praticamente definidas, tendo o Chile levado a cabo seu projeto de dominação e posterior  integração física da atual porção austral de seu território, estendendo sua fronteira até o Cabo de Hornos.
A condição agrária dos Mapuche se agravou nas primeiras décadas do século XX, já que por meio de falsificações diversas (as chamadas “corridas de cerco”) as reduções sofreram uma nova diminuição, desta vez por volta de um quarto  Não obstante, como assinala Bengoa, vale assinalar que já nessa época se observava um fenômeno de concentração de terras, num processo consentido de formação de latifúndios, pois até 1910 os colonos ocupavam somente 10% do antigo território Mapuche.
Posteriormente, um novo processo de redução se deu por uma lei (Nº 4.169) que permitia e incentivava a divisão das comunidades, em vigor por diferentes estratégias políticas de 1927 a 1972. Esta significou a legalização jurídica da fragmentação das propriedades comunais em propriedades privadas, passível de livre compra e venda e assim regulamentada pelas leis de mercado. Até o ano de 1949, por volta de 25% dos terrenos comunais Mapuche já tinham sido divididos em propriedades particulares e caído na mão de proprietários não indígenas. 
Igualmente inumeráveis famílias Mapuche perderam suas terras por dívidas contraídas em bancos e agiotas, na tentativa de fazer produzir a terra, ou ainda por tributos territoriais a que se viram obrigados a pagar ao Estado, após serem confinados nas reduções.
Em suma, pode-se constatar que na metade do século XX as “reduções” teriam significado a redução de 95% das terras Mapuche em relação ao “território autônomo Mapuche” do período colonial. Assim como podemos constatar que o processo de formação dos latifúndios na região da Araucanía teve sua formação original legitimada e induzida pelo próprio Estado chileno.
As conseqüências desse processo foram diversas, sendo a principal delas desestruturação de sua organização sócio-espacial. Os Mapuche que conseguiram permanecer nas reduções,  foram fadados ao minifúndio e à produção de subsistência. Em relação aos aspectos culturais, já não podiam exercer a antiga mobilidade que a mapu representava, já que o “território foi convertido de uma unidade entre dois grandes rios, a mais de 3 000 pedaços dispersos entre o mar e a cordilheira; e a natureza [que era] assumida integralmente foi fraturada em múltiplas zonas e nichos”.
A situação política teve alguma mudança na década de 1960 e inícios dos anos 1970. Os governos de Jorge Alessandri, Eduardo Frei Montalva e de Salvador Allende abriram o debate da Reforma Agrária no Chile e por meio de mobilizações dos setores indígenas, estas tenderam a abrir a discussão da questão agrária, buscando incorporar não só os “camponeses sem terra”, como também os “indíos usurpados”. As expropriações na região da Araucanía durante este processo chegaram à cifra de 739 mil hectares, sendo que 20% destas foram repassadas aos Mapuche e o resto a camponeses.
Não obstante as esperanças duraram até o dia 11 de Setembro de 1973: o golpe de Pinochet iniciou um processo de contra reforma-agrária. Os líderes das agrupações foram perseguidos, a maquinaria agrícola destinada aos Mapuche foi confiscada, as redes produtivas foram desarticuladas. De acordo com dados da “Comissão Verdade e Reconciliação”, de 1991, só na região da Araucanía, 113 Mapuche foram mortos pela repressão estatal, durante a ditadura. De maneira geral, para propiciar o retorno de terras ao mercado, o regime ditatorial devolveu 1/3 da terra apropriada aos antigos donos, vendeu outro 1/3 às corporações internacionais e repartiu o outro 1/3 em parcelas individuais. (Ibidem, p. 62). Deste último terço, estima-se que somente metade foi entregue a assentados de origem Mapuche, sendo o restante entregue a camponeses chilenos. As  terras vendidas destinaram-se predominantemente às grandes corporações florestais estrangeiras, que tiveram todo o apoio técnico e político para se instalarem nestas terras.

#### Argentina
Paralelamente à "Pacificação da Araucanía", levada a cabo pelos então chilenos, foi realizada pelo exército argentino o que foi chamado de “Conquista do Deserto”. Houve uma primeira tentativa em 1833 que permitiu que as tropas argentinas ocupam quase todo o norte do território do rio Negro e  Limay e até mesmo a área Valcheta, mas a guerra civil na Argentina permitiu que os Mapuche e mapuchizados se reorganizassem, de modo que no início de 1870 realizassem suas incursões quase até a periferia das cidades de Mendoza, San Luis, Rio Cuarto, sul da província de Santa Fe e grande parte da província de Buenos Aires, até cerca de 70 km da cidade de Buenos Aires. Sua derrota foi completa a partir da chamada “Campanha do deserto”, que começou formalmente em 1879, dirigido pelo general Julio Argentino Roca (no ano seguinte, em 1880, Roca seria eleito presidente do país).
Os mapuches foram massacrados e obrigados abandonar seu estilo de vida, adotando o estilo de vida argentino. Vale ressaltar que muitos foram presos em campos de trabalho forçado onde construiram recursos como tijolos para fundar novas cidades na região. 

#### O Reino da Arauânia e Patagônia
Em 1860 devido a falta de soberania da região do Cone Sul, o aventureiro e advogado francês Orélie-Antoine de Tounens proclamou o Reino da Araucânia e Patagônia, que foi um estado sem reconhecimento e sem consolidação fixa. Os mapuches da região apoiaram o homem, pois pensaram que ele poderia conseguir um novo reconhecimento dos governos chileno e argentino, visto que á altura de 1860 não era mais tão respeitada, visto que muitos caçadores, empresários e militares não apenas chilenos e argentinos, mas de várias nacionalidades já atacavam a região. 
Antoine não conseguiu o reconhecimento de nenhum país, ainda foi visto com chacota pelos mesmos. O lonca (Cacique) Quipalán se tornou o príncipal líder dos mapuches até sua morte em 1875, sem conseguir nada de muito relevante.

## O movimento indigenista Mapuche na contemporaneidade

Bandeira Wenufoye criada pela organização política indigenista "Conselho de Todas as Terras" em 1992.

### O caso Chileno
Após a abertura à democracia, em 1990, diversas organizações Mapuche no Chile se mobilizaram, no sentido de reivindicarem o acesso e a perpetuidade à terra, principal bandeira de luta até então. Ademais, visto a conjuntura política, estas organizações perceberam que era um momento propício para colocarem em pauta questões que até então haviam sido postergadas, como o reconhecimento da diversidade étnica e cultural chilena, a participação na condução e elaboração de políticas indígenas, a concessão de terras públicas ou a desapropriação de privadas para assentamentos de comunidades indígenas, a proteção legal de suas terras e recursos naturais e finalmente o apoio estatal ao desenvolvimento econômico e cultural das comunidades
Apesar disso, na redação da Lei Indígena (19.253, de 1993), que regularia as diretrizes das políticas indigenistas, o congresso acatou somente parcialmente estas reivindicações, obstacularizando fortemente a participação dos indígenas na vida política do país e das próprias comunidades das quais faziam parte. Entre os pontos críticos, está por exemplo, a não assunção do caráter pluriétinico do povo chileno. Soma-se o caráter apenas consultivo das deliberações indígenas acerca das decisões que os afetassem e a não permissão à articulação política em torno de federações de associações ou comunidades indígenas. Em relação ao acesso à terra, as reformas na lei autorizaram a troca de terras indígenas por terras não indígenas (caso o Estado quisesse apropriar-se destas terras) e não deram o direito aos indígenas sobre os recursos naturais existentes em seu territórios, como por exemplo a água. 
Tal postura por parte do Estado favoreceu o tencionamento das relações com estas organizações e até mesmo a formação de outras, que iniciaram um profícuo processo de politização, incorporarando a seus discursos conceitos como “nação indígena”, “autonomía”, “auto-determinação” e “teritorialidade”.  Assim se formaram organizações como o “Consejo de Todas las Tierras” (Aukin Wall Mapu Ngulam) e a “Coordinadora de Comunidades en Conflicto Arauco Malleco” (CAM).
Visto a perpetuação da condição marginalizada dos Mapuche e a omissão estatal para com elas, a saída desesperada encontrada por algumas organizações foi a do aumento da radicalidade. Em meados da década de 1990 iniciam-se uma série de protestos, visando o aumento da participação política, a recuperação de terras e melhores condições de vida à população Mapuche.
Nesse sentido, no ano de 1997 comunidades Mapuche da Comuna de Lumaco são acusadas de incendiar três caminhões madeireiros pertencentes a empresa florestal Bosques Arauco S.A., com quem mantinham conflitos territoriais. Este incidente é considerado simbólico, pois marca o início de uma investida mais radical de parte do movimento Mapuche contemporâneo e consequentemente de forte repressão por parte do Estado chileno. 
A comuna de Lumaco - local onde se inicia a onda de protestos Mapuche - se localiza a noroeste da região de “La Araucanía”. Possuí uma superfície de cerca de 110 000 hectares e de acordo com o censo de 2002, cerca de 11 400 habitantes, sendo que 64% vivem na zona rural. Caracteriza-se pelos altos índices de pobreza e indigência, além da grande porcentagem de população Mapuche, sendo que, a despeito de constituírem mais de 70% da população, ocupam apenas 15% da superfície da comuna. No ano de 1991 haviam 29 mil hectares de plantações florestais (25% da superfície total), das quais 96% eram pinus. Em 2007, de acordo com o “VII Censo Agropecuario y Forestal”, estas plantações florestais já ocupavam mais de 60% da superfície da comuna.
Estes monocultivos são responsáveis por grande parte dos conflitos com os Mapuche, por motivos diversos: eram áreas tradicionais no período pré-reducional, faziam parte dos títulos de merced mas foram adquiridas por meio de grilagem ou ainda foram florestadas pelas próprias comunidades Mapuche na época da reforma Agrária de Allende, mas desapropriadas com as mudas já plantadas após o golpe de Pinochet.
O episódio da queima dos caminhões gerou uma resposta dura do estado Chileno, que entre outras coisas “especulou acerca da infiltração de movimentos subversivos de esquerda no movimento Mapuche, pronunciando pela primeira vez a palavra terrorismo”,  relacionando a demanda por terras à atividade de grupos guerrilheiros, estratégia ideológica que se perpetua até hoje.  A questão social se tornou então um caso de polícia, e como veremos, das próprias forças armadas. Juan Carlos Reinao, um dos líderes Mapuche de Lumaco, depois de sua prisão e tortura pelas forças policias –com a cumplicidade das  autoridades políticas chilenas—resumia os fatos ocorridos da seguinte maneira: "creio que nossos antepassados sofreram muito mais. E meus pais, pelo fato de viverem num terreno reduzido, também sofrem. Eu não quero sofrer como eles sofrem, é por isso que penso que é necessário lutar e que essa é a única forma de dizer que somos autônomos e que nos respeitem de uma vez por todas. É por isso que vou seguir lutando.
O movimento indígena reagiu à coerção estatal, com protestos nas cidades, “recuperações produtivas”, sabotagens em equipamentos das empresas florestais e pequenos incêndios. Em contrapartida, o Estado cada vez mais agiu de maneira repressora, expulsando e destituindo as ocupações de terra na base da violência, perseguindo os líderes do movimento, fazendo buscas e apreensões nos domicílios etc. Concomitantemente, o Estado tenta a legitimação legal destas ações, encontrando para isso amparo na conservadora constituição chilena.
Os indígenas são acusados como terroristas por ações como ocupações de terra ou delitos de caráter reivindicatórios, como pequenos incêndios ou delitos contra a propriedade (geralmente contra as empresas florestais, como o caso da queima de caminhões em Lumaco) que jamais poderiam ser enquadradas como “terroristas”. Estudos indicam o uso sistemático dos recursos desta  lei especificamente contra os Mapuche, estigmatizando assim o movimento e talvez o mais grave, debilitando as garantias processuais de um julgamento justo.
Não obstante, as causas judiciais requeridas pelos Mapuche geralmente são arquivadas, inclusive aquelas consideradas muito graves, como a morte de manifestantes por policiais. Tal é o caso da morte de Alex Lemun, jovem Mapuche de 17 anos assassinado em 2002, pelo major Marcos Treuer.  A causa foi encerrada em 2004 e ninguém foi punido.
Os meios de comunicação, por sua vez, representando os interesses privados, cumprem um papel ideológico, legitimando as ações repressivas estatais. São discursos enviesados, que trabalham de maneira a formar uma opinião pública negativa em relação aos protestos Mapuche. Colaboram na construção da imagem de um indígena estereotipado, que já se tornara comum no Chile: desordeiro, marginal, preguiçoso e bêbado. Ao mesmo tempo, ressaltam questões como a "unidade nacional", o direito da propriedade privada e da necessidade da produção.
Visando inculcar o medo na população, o jornais abusam da associação entre o movimento indígena Mapuche e  organizações “terroristas”, como por exemplo, vemos em algumas manchetes da imprensa local: “Terrorismo en Araucanía”; “Cárcel para lonkos terroristas"; “Controvertida associación Mapuche zapatista”; “Fueron terroristas profesionales. Creo que son de la Coordinadora Arauco-Malleco”. Soma-se acusações de vinculação das comunidades com grupos como o ETA, as FARC, o Sendero Luminoso.

## Mapuches notáveis

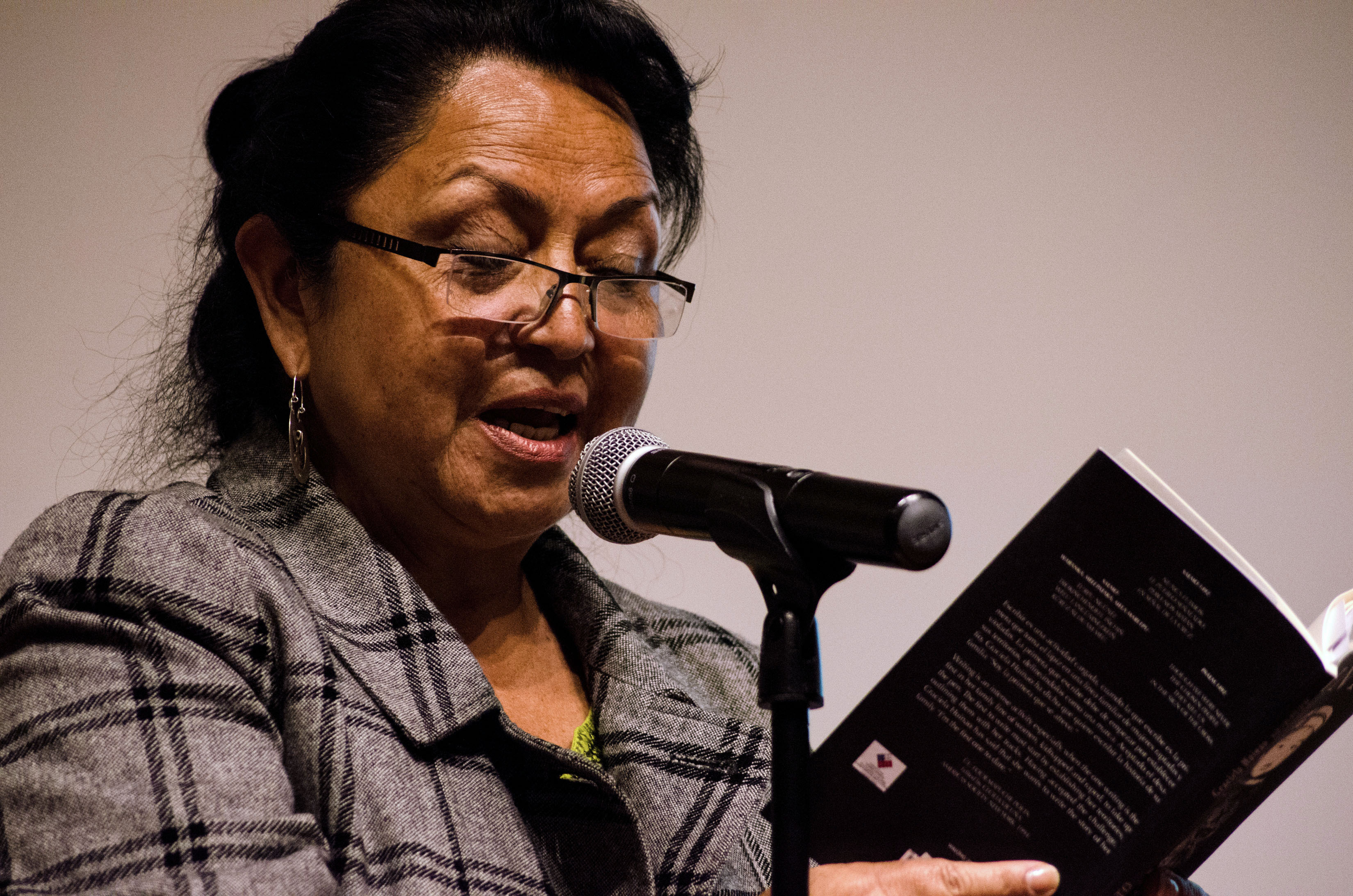
Graciela Huinao lendo poemas no México, em 2016

- Graciela Huinao (1956) - escritora e poetisa mapuche de língua espanhola,[39] primeira mulher indígena a ingressar na Academia Chilena da Língua.[40]
- Elisa Loncón (1963) - linguista e ativista de direitos humanos, foi presidente da Convenção Constitucional do Chile. Eleita em 2021 uma das 100 mulheres mais inspiradoras e influentes do mundo.[41] [42]
- Juan Carlos Reinao - Médico, líder mapuche e presidente de la Asociación de Municipalidades con Alcaldes Mapuches, no Chile.[43]Elisa Loncón em 2021

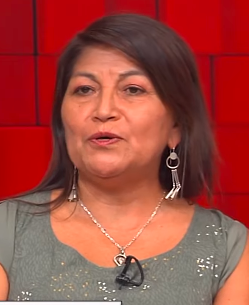
Elisa Loncón em 2021